# SK Austria Kärnten
Der SK Austria Kärnten (offiziell SK Austria Kelag Kärnten) war ein österreichischer Fußballverein, der von 2007 bis 2010 seinen Sitz in der Kärntner Hauptstadt Klagenfurt hatte; die Vereinsfarben waren Schwarz-Weiß-Silber.

## Geschichte
→ Auf die Geschichte vor 2007 wird im Artikel ASKÖ Pasching näher eingegangen.
In einer Generalversammlung am 10. Mai 2007 beschloss der damalige Bundesligist ASKÖ Pasching die Verlegung seines Vereinssitzes mit 1. Juni 2007 nach Kärnten. In einer weiteren Generalversammlung an diesem 1. Juni wurde der Name in SK Austria Kärnten geändert. Dieser Name wurde in Anlehnung an den langjährigen Erstligisten SK Austria Klagenfurt, der nunmehr FC Kärnten heißt, gewählt.
Vorausgegangen waren Verhandlungen des Kärntner Landeshauptmanns Jörg Haider, der zuvor bereits Präsident des FC Kärnten war, mit Pasching-Präsident Franz Grad. Die Übersiedelung des Klubs wurde mit drei Millionen Euro abgegolten, ein neuer Verein namens FC Pasching, der in der fünfthöchsten österreichischen Spielstufe in einer Spielgemeinschaft neu startete, wurde ebenfalls gegründet. Erster Präsident des SKA Kärnten wurde Haiders BZÖ-Parteikollege Mario Canori, ein ehemaliger Vizebürgermeister Klagenfurts. Der Vorstand wurde mit zahlreichen Personen aus Haiders politischem Umfeld besetzt.
Der SK Austria Kärnten übernahm in seiner ersten Saison mehrere Spieler aus Pasching, denen vor allem junge Spieler des FC Kärnten und Routiniers des Bundesliga-Absteigers GAK beiseite gestellt wurden. Hinzu wurde mit Walter Schachner ein erfahrener Trainer verpflichtet, der mit dem FC Kärnten bereits den ÖFB-Cup gewonnen hatte und die Teilnahme im UEFA-Cup sowie den Aufstieg in die höchste Spielklasse erreichte. Die neue Mannschaft konnte aber nur schwer zusammenfinden und fand sich bald im Abstiegskampf wieder. Nachdem der Klub nach 21 Spieltagen sogar erstmals auf den letzten Platz in der Tabelle abgerutscht war, wurde die Trennung von Trainer Walter Schachner bekannt gegeben.
Kurzfristig wurde Klaus Schmidt  als neuer Trainer eingesetzt, Frenk Schinkels wurde der neue Sportdirektor. Am 24. Februar 2008 wurde Schmidt jedoch von seinen Traineraktivitäten entbunden. Schinkels selbst übernahm laut Präsident Canori das Traineramt bis Saisonende in Personalunion mit seiner bisherigen Funktion als Sportdirektor. Schinkels schaffte es, den Klassenerhalt mit einem torlosen Unentschieden gegen Ried in der vorletzten Runde zu sichern.
Im Frühjahr des Jahres 2008 präsentierte Schinkels ein Konzept, welches den Verein besser an das Bundesland binden sollte. Neben starken Legionären sollten viele Kärntner im Dress des SK Austria Kärnten auflaufen. Doch eine Vielzahl der Talente des Zweitliga-Absteigers FC Kärnten unterschrieben bei anderen Vereinen, während der SKA Kärnten leer ausging.
Schinkels stockte in ebendieser Transferzeit das Trainerteam auf und engagierte Ex-Sturm-Graz-Spieler Hannes Reinmayr als zweiten Co-Trainer neben Roman Stary.
Schinkels trat am 21. November 2009 nach einer 0:3-Heimniederlage gegen Mattersburg zurück, danach leitete Roman Stary interimistisch das Traineramt. Ab dem 26. November 2009 war der Slowene Jože Prelogar neuer Trainer. Trotzdem verlief die Saison katastrophal für die Kärntner, die bereits vier Spieltage vor Schluss als Absteiger feststanden. Anschließend wurde dem Verein am 28. Mai 2010 vom Ständigen Neutralen Schiedsgericht auch in dritter und letzter Instanz keine Bundesliga-Lizenz gewährt, die für die erste und zweite Spielklasse nötig ist. Der SKA Kärnten musste daher den Gang in den Amateurfußball antreten und unmittelbar in die drittklassige Regionalliga Mitte absteigen.
Am 14. Juni 2010 meldeten sowohl der Verein als auch sein hundertprozentiges Tochterunternehmen SK Austria Kelag Kärnten Wirtschaftsbetriebe GmbH, das für die Vermarktung der Werbeflächen, Spieler und Bandenwerbung zuständig war, Konkurs an. Der Verein stellte den Spielbetrieb ein, da weder das Land Kärnten noch die Stadt Klagenfurt den SK Austria Kärnten finanziell stützen wollten.

## Stadion
Der SK Austria Kärnten entstand zu einem Zeitpunkt, zu dem es aufgrund des damals noch im Neubau befindlichen Wörtherseestadions kein bundesligataugliches Stadion in Klagenfurt gab. So wurde das erste Heimspiel der Saison 2007/08 gegen den FC Red Bull Salzburg noch im Paschinger Waldstadion ausgetragen. Die folgenden beiden Heimspiele wurden im Sportzentrum Fischl in Klagenfurt ausgetragen. Am 16. September 2007 fand das erste Heimspiel in der neuen Klagenfurter Hypo Group Arena gegen FK Austria Wien statt, das der SK Austria Kärnten mit 2:1 für sich entscheiden konnte.

## Beste Torschützen nach Saison seit 2007/08
| Saison  | Name                                    | Nationalität | Tore |  |
| ------- | --------------------------------------- | ------------ | ---- |  |
| 2007/08 | Roland Kollmann                         | Osterreich   | 5    |  |
| 2008/09 | Adi                                     | Brasilien    | 10   |  |
| 2009/10 | Stefan Hierländer, Thomas Hinum, Sandro | ,            | 4    |  |

## Spieler seit 2007/08
- Manuel Weber (64/4)
- Thierry Fidjeu-Tazemeta (17/1)
- Adam Ledwoń (30/0)
- Martin Hiden (11/1)
- Heinz Lienhart (0/0)
- Sandro Zakany (21/0)
- Gernot Plassnegger (18/0)
- Lukas Mössner (27/2)
- Roland Kollmann (26/5)
- Alexander Hauser (16/2)
- Péter Kabát (11/2)
- Joseph Ngwenya (1/0)
- Stephan Stückler (1/0)
- Aleksandar Šarić (0/0)
- Gerald Krajic (23/3)
- Adi (16/10)
- Gerhard Breitenberger (3/0)
- Marcel Ketelaer (6/0)
- Zlatko Junuzović (57/3)
- Thomas Riedl (2007–2010) (69/0)

## Frauenfußball
Die Frauen-Kampfmannschaft besteht trotz der Auflösung der Herren-Mannschaft fort. Die Mannschaft wurde von FC St. Veit zwischenzeitlich übernommen, 2009 wieder dem SK Austria Kärnten, unter dem Namen SK KELAG Kärnten, eingegliedert und 2011 von FC St. Veit wieder übernommen. 2013 wurde die Mannschaft in Carinthians – Soccer Women umbenannt. Unter diesem Namen spielt sie bis heute in der Österreichischen Frauen-Bundesliga und gilt als die beste Damenmannschaft in Kärnten. Ihre Heimspiele tragen die Spielerinnen auf dem Sportplatz Glanegg aus.

### Bekannte Spielerinnen
- Bettina Bistroivčs (Österreichische Nationalspielerin)
- Nicole Gatternig (österreichische Nationalspielerin)
- Marlies Hanschitz (österreichische Nationalspielerin)
- Anna-Carina Kristler (österreichische Nationalspielerin)
- Alja Krznarič (slowenische Nationalspielerin)
- Anja Milenkovič (slowenische Nationalspielerin)
- Melanie Schurgast
- Jasmina Skalič (slowenische Nationalspielerin)
- Nike Winter (österreichische Nationalspielerin)